# Jules David (fotograaf)
Jules David of Jules David-Cavaz, zoals hij eigenlijk heette, (Pinsot, 16 april 1848 – Levallois-Perret, 8 oktober 1923) was een befaamd Frans fotograaf met een internationale reputatie. Hij was een van de eerste beroepsfotografen die zich specialiseerde in schoolfoto's, waarbij architectuur en aankleding van het gebouw een even grote rol speelden als de groepsportretten. Vanuit Frankrijk werkte hij in bijna heel Europa. Voor zover bekend bezocht hij, vaak meerdere malen, België, Nederland, Italië (ook Vaticaanstad), Spanje, Portugal, Engeland, Ierland, Denemarken, Noorwegen, Zweden, Finland, Polen, Tsjechië, Oostenrijk, Hongarije, Kroatië, Rusland en Griekenland. In 1906 had hij drie opdrachtgevers in Brazilië.

## Biografische schets
Jules David-Cavaz werd geboren in het gehucht Charvin, gelegen onder het dorp Pinsot in het departement Isère in het zuidoosten van Frankrijk. Hij was de zoon van Jean David-Cavaz en Françoise Capitant. Zijn ouders waren propriétaires, landbouwers en veefokkers met eigen grond, dus de familie was waarschijnlijk niet onbemiddeld.
Over de eerste twintig jaren van zijn leven is vrijwel niets bekend, evenmin waar hij zijn vaardigheid in het fotograferen opdeed. In 1867, als negentienjarige, werkte hij al zelfstandig als 'groepsfotograaf' ('photographies des groupes'). In 1870-1871 diende hij tijdens de Frans-Duitse Oorlog in het Franse leger. Hij zwaaide in augustus 1871 af als sergeant-majoor.
In 1873 opende Jules David samen met de portretfotograaf Claude Bretagne (1824-1880) een atelier aan de Rue Gravel 54 in Levallois-Perret, een noordwestelijke voorstad van Parijs, direct grenzend aan de Boulevard Périphérique. Zijn atelier adverteerde toen specifiek met schoolfoto's "Photographie des Écoles", waarbij 'school' ruim geïnterpreteerd moet worden. Het betrof altijd middelbare scholen, kweekscholen, pensionaten en militaire academies: opleidingsinstituten voor de jeugd uit de meer gegoede - wat men toen noemde 'de betere' - kringen. De associatie met Claude Bretagne eindigde na twee jaar (1875), waarna David iets verderop in dezelfde straat voor eigen rekening verder ging (Rue Gravel 50). Zijn hele verdere leven zou Levallois-Perret zijn thuisbasis blijven. Na een kort verblijf van het atelier op de Rue Trézel 19, vestigde hij zich in 1879 definitief aan de Rue de Courcelles 90. Van 1902-1910 had hij zijn separate atelier aan de Rue Rivay te Levallois-Perret.
David huwde op 8 oktober 1874 in Leuven de aldaar geboren Marie Cécile Mathilde Daman (1851-1929). Hij moet een bemiddeld man zijn geweest, want hij bekostigde na de Eerste Wereldoorlog een oorlogsmonument in zijn geboorteplaats Pinsot en doneerde een aanzienlijke geldsom aan de plaatselijke school. Deze werd vervolgens door de scholieren besteed aan de herbouw van de totaal vernielde school van het Noord-Franse Manicamp.
David overleed op 8 oktober 1923 in zijn woning aan de Rue Président Wilson 90. Hij was drager van de Franse Médaille Militaire.

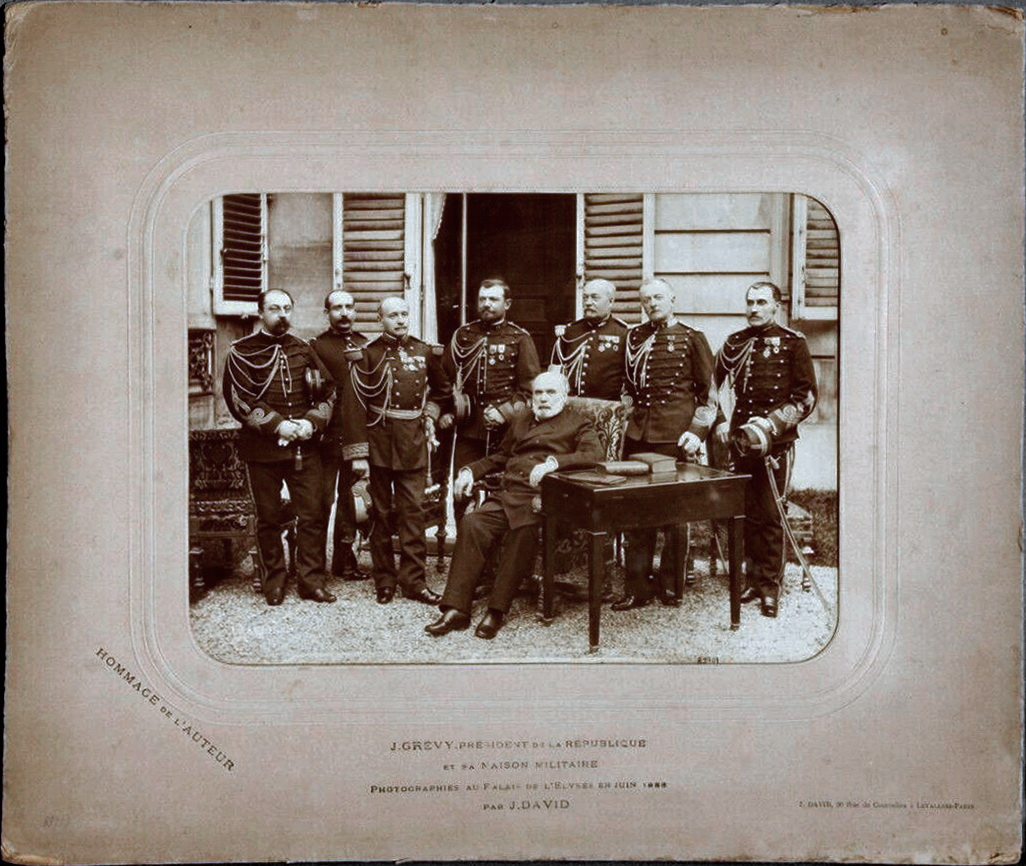
Jules Grévy, president van Frankrijk (1879-1887), met militaire adviseurs in de tuin van het Élysée-paleis (Jules David, juni 1886)

## Een internationaal werkend fotograaf
Ofschoon Jules David bijna veertig jaar lang het Europese continent meermaals doorkruiste, mag hij niet worden vergeleken met de in de tweede helft van de negentiende eeuw zo vaak gesignaleerde 'reizende fotograaf'. De fotografie was in de jaren 1870-1890 nog relatief jong en in sommige landen en landstreken waren fotoateliers dun gezaaid. Reizende fotografen werkten als portretfotograaf en trokken al adverterend rond. Ze werkten enkele dagen of weken in een stad of streekcentrum en kondigden, als het aantal opdrachten afnam, in de pers hun komst naar een volgende stad aan. David bereidde zijn expedities vanuit Levallois grondig voor. Hij nam tevoren contact op met potentiële opdrachtgevers en maakte vaste afspraken. Opleidingsinstituten voor de fine fleur van de gegoede burgerij, waar het Frans vaak nog de voertaal was, hadden zijn voorkeur. Over het algemeen meed hij plaatsen waar hij met andere fotografen zou moeten concurreren. Na thuiskomst werkte hij dan de productie af. Het in rood leer en/of linnen gebonden, fraai verzorgde fotoalbum vermeldde op het omslag in goud het instituut, het kalender- of schooljaar, en naam en adres van de fotograaf. De passepartouts, goud op snee, kregen al snel de voor David typische vorm: een ingeponste sierrand langs het venster voor de foto, dat steevast ronde hoeken had. De handgeschreven onderschriften maakten al snel plaats voor drukwerk. Het eindresultaat – het album, soms ook niet-ingebonden, al dan niet gedateerde foto's in passepartouts – werd met de rekening opgestuurd naar de opdrachtgever. 
Na 1900 nam het aantal opdrachten voor uitgebreide schoolrapportages af. De concurrentie nam toe doordat zich in de provincie, waar David vaak zijn opdrachtgevers zocht, meer vakfotografen vestigden. Schoolfoto's verloren bovendien terrein ten opzichte van klassenfoto's. Dat waren simpele groepsportretten, waar de meeste reizende, maar ook lokale fotografen hun hand niet voor omdraaiden. Elke foto was goed, mits alle kinderhoofden, gerangschikt 'als bloemkool in een groentewinkel', maar herkenbaar waren.
De tijd van zorgvuldig opgebouwde composities, architectuurfoto’s en technische hoogstandjes was voorbij. Omstreeks 1910 zette David een punt achter zijn internationale carrière. Op een enkele uitzondering na werkte hij vanaf dat jaar uitsluitend in Frankrijk, samen met zijn compagnon Edmond Vallois, in een atelier gevestigd aan de Rue de Rennes. Veel van zijn glasnegatieven had hij al eerder te gelde gemaakt in de lucratieve prentbriefkaartenindustrie, een bron van inkomsten die door Vallois als 'compagnon et successeur' (mede-eigenaar en opvolger) verder werd geëxploiteerd.

### David in Frankrijk
Vanaf 1867 fotografeerde David in zijn geboorteland Frankrijk, waarbij hij aanvankelijk adverteerde met groepsfoto's ('photographies des groupes') en vervolgens meer specifiek met schoolfoto's ('photographies des écoles'). Zijn opdrachtgevers zocht hij merendeels bij katholieke scholen en instituten. Met name van lycea in Parijs zijn veel door hem gemaakte schoolfoto's bewaard gebleven. Dat zijn reputatie niet tot het genre 'schoolfoto's' beperkt bleef, blijkt wel uit de eervolle opdracht om de toenmalige president van de Franse republiek, Jules Grévy, met zijn militaire staf te fotograferen in het Élysée-paleis. Ook andere bekende persoonlijkheden werden door hem geportretteerd, zoals omstreeks 1875 de bekende ingenieur Gustave Eiffel, eveneens woonachtig in Levallois-Perret: een ongedwongen opname met vrouw en kinderen in de tuin. Ondanks dat hij omstreeks 1874 zijn blik richtte op het buitenland, bleef David jaarlijks ook in Frankrijk werken.

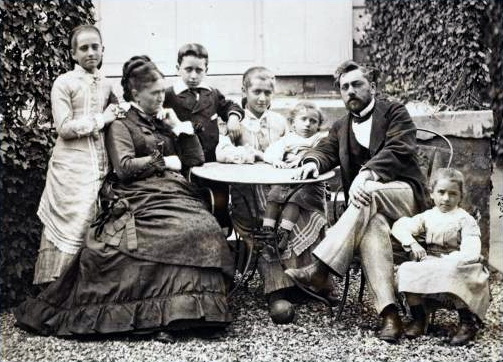
Gustave Eiffel met zijn gezin in Levallois-Perret (ca. 1875)
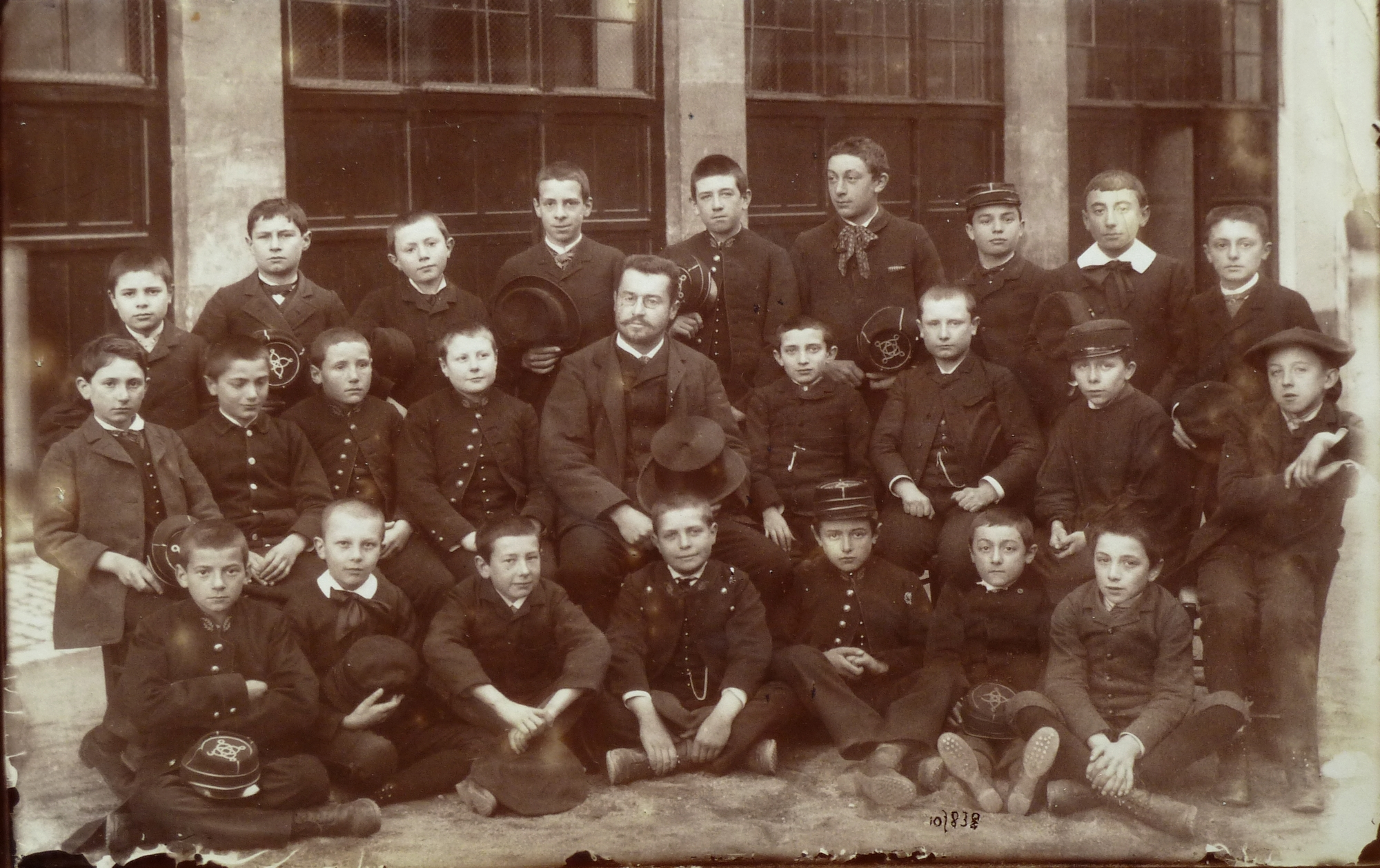
Klassenfoto Lycée Pothier, Orléans (1887)
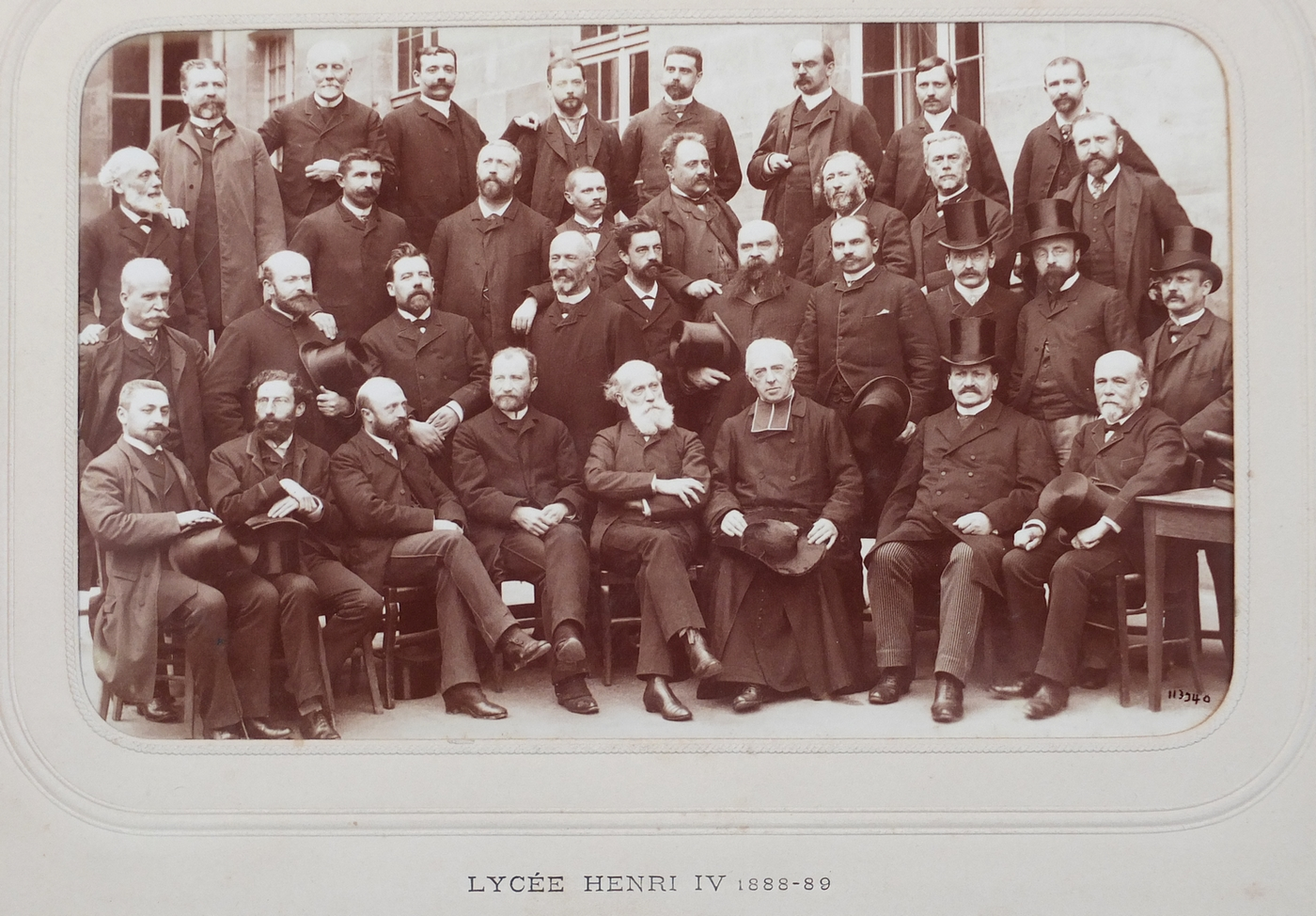
Lerarenkorps Lycée Henri IV, Parijs (1888)
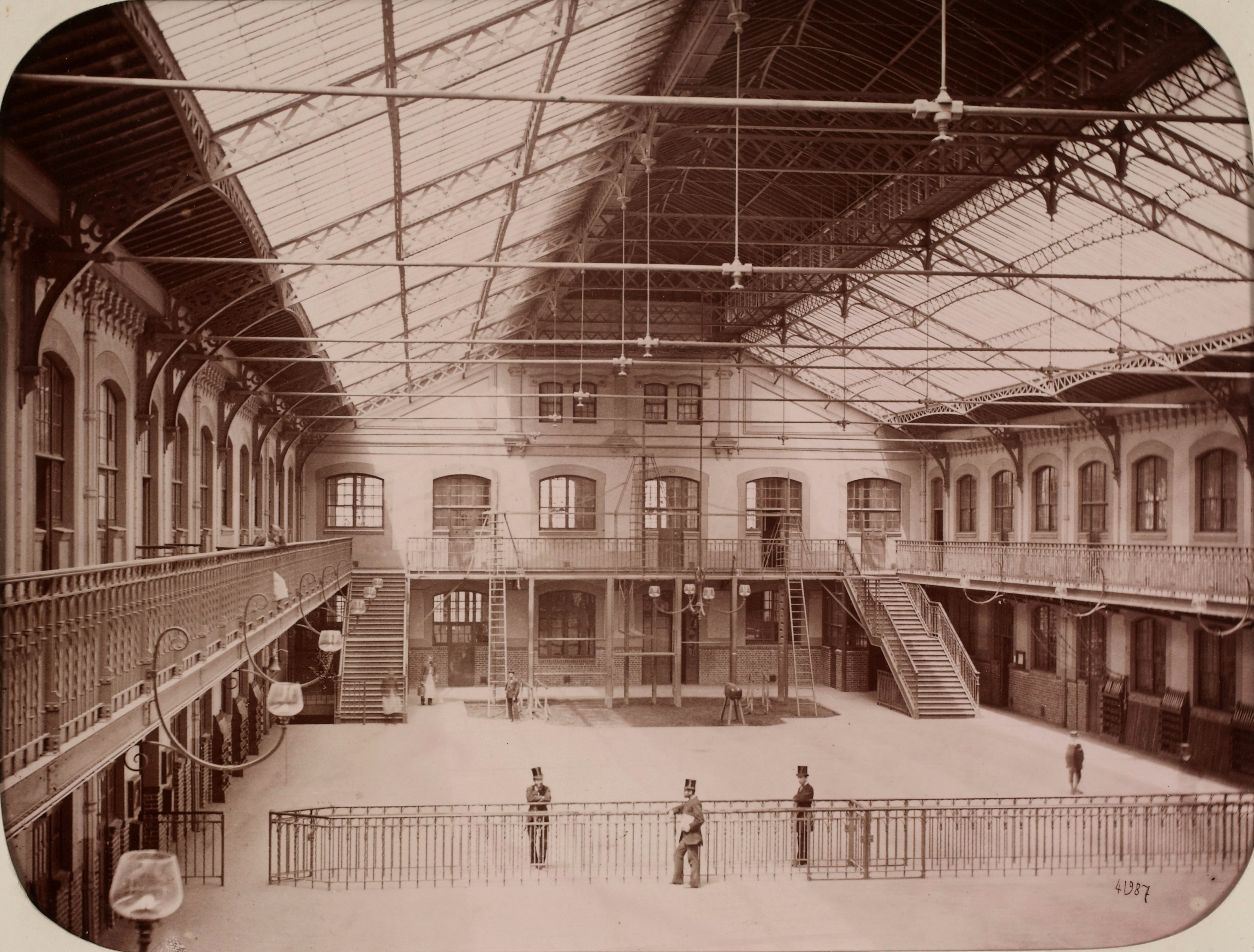
Centrale hal École Monge, Parijs (1890)
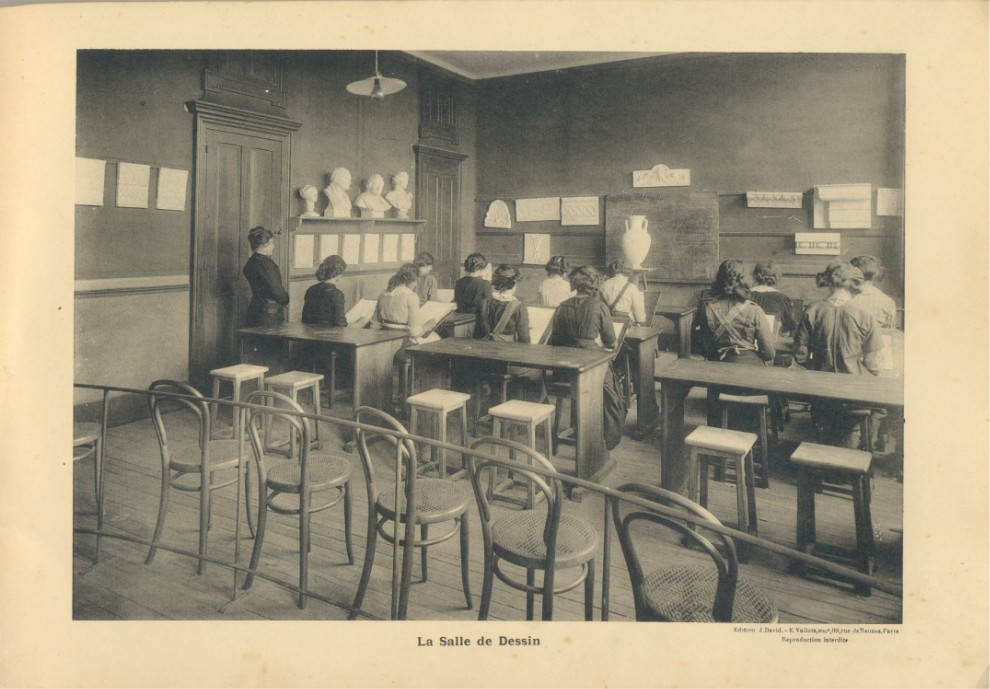
Tekenles École Normale d'Institutrices, Guéret (1912/13)

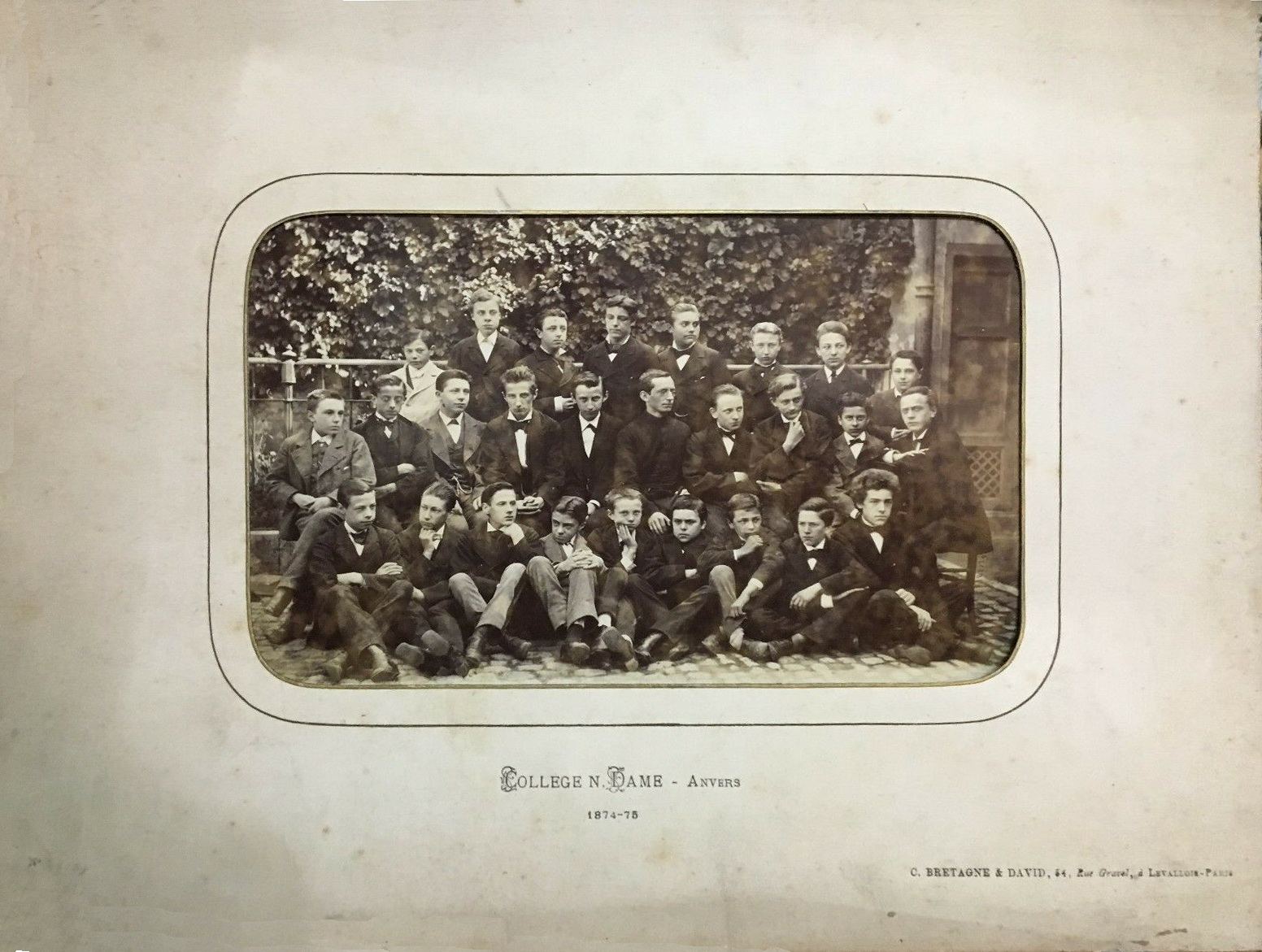
Een schoolklas van het Onze-Lieve-Vrouwecollege in Antwerpen, gefotografeerd door Claude Bretagne en Jules David in het schooljaar 1874/75, een van de oudst bekende foto's van David

### David in België
België was waarschijnlijk het eerste land, buiten Frankrijk, waar David werkzaam was. Rond 1874 werkte hij, samen met Claude Bretagne, aan opdrachten in Antwerpen en Verviers. Daarna zou hij nog zeker vier keer terugkeren naar Verviers (in 1883, 1884, 1900 en 1911), waar hij, naast scholen, ook fotografeerde in de textielfabrieken van de firma's Simonis & Peltzer en Peltzer & fils. Op het Gentse Pensionnat des Dames de l'instruction chrétienne was hij minimaal twee keer te gast: in het schooljaar 1876/77 en in 1880/81. Een in rood leer gebonden album getiteld L'Episcopat Belge 1878, met gouden opdruk en goud op snee, toont foto's van de (toen vijf) Belgische bisschoppen, hun kathedralen en bisschoppelijke paleizen. Het was mogelijk een opdracht van mgr. Théodore-Joseph Gravez, toentertijd bisschop van Namen. Niet lang daarna, in 1878/79, kreeg hij een opdracht in Brussel-Jette. In het daarop volgende schooljaar 1879/80 was hij te gast bij de ursulinen in Namen, waar hij tien jaar later, in 1889/90, terugkeerde. In 1888 fotografeerde hij op de normaalschool Sint-Andreas te Brugge. Ook op het Sint-Jan Berchmanscollege in Antwerpen werd hij minstens tweemaal uitgenodigd: in het schooljaar 1892/93 en in 1896/97. In 1894/95 was hij actief te Waver. In 1900/01 fotografeerde hij afgestudeerde seminaristen met hun priester-docenten op het Sint-Jozefscollege te Aalst. Een jaar later bezocht hij het Sint-Jozefscollege in Hasselt. Een van zijn laatste opdrachten in België kwam in 1903 van het Collège Saint-Stanislas in Mons (Bergen). In 1911 bracht hij nog een laatste bezoek aan Verviers.

### David in Nederland
In Nederland introduceerde David in het schooljaar 1879/80 de professionele schoolfotografie. Van 1879 tot 1908 is hij minstens twintig keer in Nederland geweest. Hij kreeg er vele (herhaal)opdrachten, vooral van katholieke scholen en instellingen. In het schooljaar 1879/80 fotografeerde hij in opdracht op twee rooms-katholieke jongensinternaten, het jezuïetencollege "St. Willibrordus" te Katwijk aan den Rijn en het Bisschoppelijk College te Heemstede. Een van zijn beste klanten werd het Opleidingsinstituut officieren van de Koninklijke Marine in Den Helder (toen nog gevestigd te Willemsoord), waar hij tussen 1883 en 1905 maar liefst acht opdrachten kreeg. Het Bisschoppelijk College "St. Joseph" te Weert bezocht hij vijf keer, het katholieke opleidingsinstituut "Rolduc" in Kerkrade zelfs zes maal. Ook andere scholen en instituten, waaronder van de zusters ursulinen in Grubbenvorst, Uden, Sittard en Venray, bleken tevreden klanten en maakten soms meermaals gebruik van zijn diensten.
- 1879-1880: St.-Willibrorduscollege, RK gymnasium, internaat voor jongens van de jezuïeten, Katwijk aan den Rijn (album Collège de St. Willibrord) (collectie KDC, Nijmegen)
- 1879-1880: Bisschoppelijk College, RK gymnasium en internaat voor jongens, Heemstede (collectie Noord-Hollands Archief, Haarlem)
- 1880: Rijksleerschool, middelbaar onderwijs jongens, 's-Hertogenbosch (collectie Stadsarchief Den Bosch)
- 1880, okt.: RK kleinseminarie "De Ypelaar", Breda (collectie KDC, Nijmegen)
- 1882: RK gymnasium en jongensinternaat "Rolduc", Kerkrade (album Rolduc – 1882) (collectie Bisschoppelijk Centrum Rolduc)
- 1883: Opleidingsinstituut officieren Koninklijke Marine, Den Helder-Willemsoord (collectie NIMH, Den Haag)
- 1885, nov.: Bisschoppelijk College "St. Joseph", RK gymnasium & internaat voor jongens, Weert (collectie Gemeentearchief Weert)
- 1885, okt.: Tweede Openbare Tussenschool voor jongens "Warande", Schiedam (collectie Gemeentearchief Schiedam)
- 1885: okt.: Gezicht op de Hoogere Burgerschool in de Kortenaerstraat te Rotterdam (collectie Stadsarchief Rotterdam)
- 1889: Opleidingsinstituut officieren Koninklijke Marine, Den Helder-Willemsoord (collectie NIMH, Den Haag)
- 1889: Bisschoppelijk College "St. Joseph", RK gymnasium & internaat voor jongens, Weert (collectie Gemeentearchief Weert)
- 1890-1891: Koninklijke Militaire Academie, Breda (collectie RKD, Den Haag; Brabant-Collectie, Tilburg)[18]
- 1891: RK gymnasium en internaat voor jongens "Rolduc", Kerkrade (album Collège de Rolduc) (collectie Bisschoppelijk Centrum Rolduc)
- 1891-1892: Venray , RK pensionaat-middelbaar onderwijs voor meisjes van zusters ursulinen "Jerusalem", Venray (collectie ENK, Sint Agatha)
- 1892: Bisschoppelijk College "St. Joseph", RK gymnasium & internaat voor jongens, Weert (album Collège Episcopal St.-Joseph) (collectie Gemeentearchief Weert)
- 1892: RK gymnasium en internaat voor jongens "Rolduc", Kerkrade (album Rolduc – 1892) (collectie Bisschoppelijk Centrum Rolduc)
- 1892: Opleidingsinstituut officieren Koninklijke Marine, Den Helder-Willemsoord (collectie NIMH, Den Haag)
- 1893: Cadettenschool, Alkmaar (collectie Rijksarchief Alkmaar)
- 1894: Korps Rijdende Artillerie, Arnhem (RKD, Den Haag)
- 1894: Opleidingsinstituut officieren Koninklijke Marine, Den Helder-Willemsoord (collectie NIMH, Den Haag)
- 1895: Bisschoppelijk College "St. Joseph", Weert (album Collège Episcopal St.-Joseph) (collectie Gemeentearchief Weert)
- 1895: RK pensionaat & middelbaar onderwijs voor meisjes van zusters ursulinen "La Providence", Grubbenvorst (collectie ENK, Sint Agatha)
- 1896: Opleidingsinstituut officieren Koninklijke Marine, Den Helder-Willemsoord (collectie NIMH, Den Haag)
- 1896-1897: RK pensionaat-middelbaar onderwijs voor meisjes van zusters ursulinen "Nazareth", Uden (collectie ENK, Sint Agatha)
- 1897: RK pensionaat van zusters ursulinen, Sittard (album Pensionnat des religieuses ursulines de Sittard (Limbourg Hollandais)) (collectie De Domijnen, Sittard)
- 1897: RK gymnasium en internaat voor jongens "Rolduc", Kerkrade (album Petit Séminaire de Rolduc) (collectie Bisschoppelijk Centrum Rolduc)
- 1898: Bisschoppelijk College "St. Joseph", Weert (collectie Gemeentearchief Weert)
- 1898: Opleidingsinstituut officieren Koninklijke Marine, Den Helder-Willemsoord (collectie NIMH, Den Haag)
- 1898?: Meisjespensionaat zusters franciscanessen "Mariënwaard", Maastricht (collectie Stichting In de Kiekkas, Maastricht)
- 1901(-1902): Opleidingsinstituut officieren Koninklijke Marine, Den Helder-Willemsoord (collectie NIMH, Den Haag)
- 1901(-1902): RK pensionaat & middelbaar onderwijs voor meisjes van zusters ursulinen "La Providence", Grubbenvorst (collectie ENK, Sint Agatha)
- 1901: RK gymnasium en internaat voor jongens "Rolduc", Kerkrade (klassenfoto in particuliere collectie)
- 1905: Opleidingsinstituut officieren Koninklijke Marine, Den Helder-Willemsoord (collectie NIMH, Den Haag)
- 1907: Cadettenschool, Alkmaar (Catawiki België)
- 1907-1908: Canisius College, gymnasium en pensionaat voor jongens van de jezuïeten, Nijmegen (collectie KDC, Nijmegen)
- 1907-1908: RK gymnasium en internaat voor jongens "Rolduc", Kerkrade (album) (collectie Bisschoppelijk Centrum Rolduc)[19]
- 1908, okt.: Departementale School voor meisjes, Breda (collectie Gemeentearchief Breda)

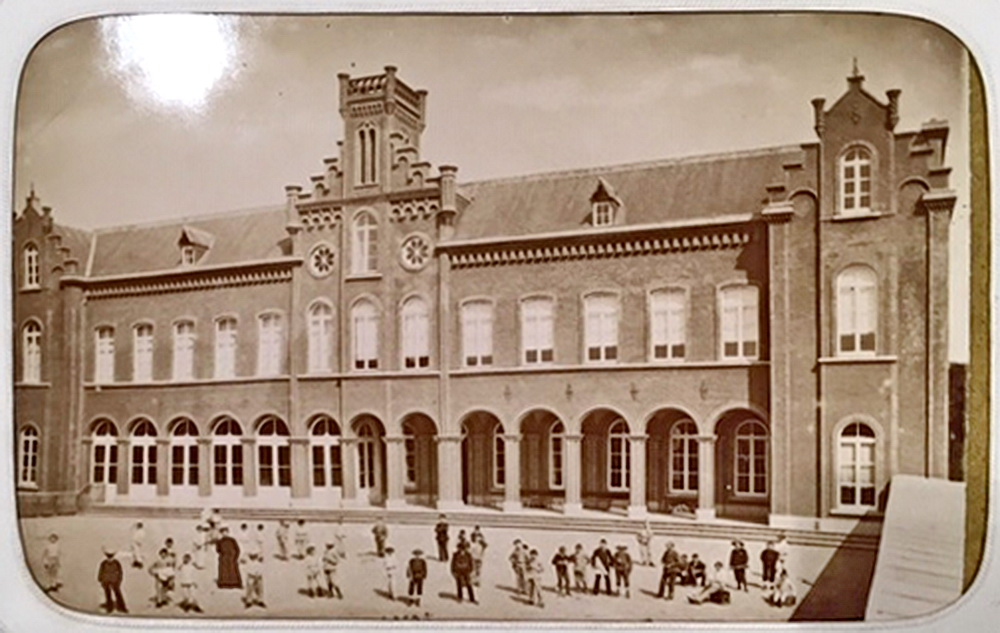
Jezuïetencollege "St. Willibrord", Katwijk a/d Rijn (1879/80)
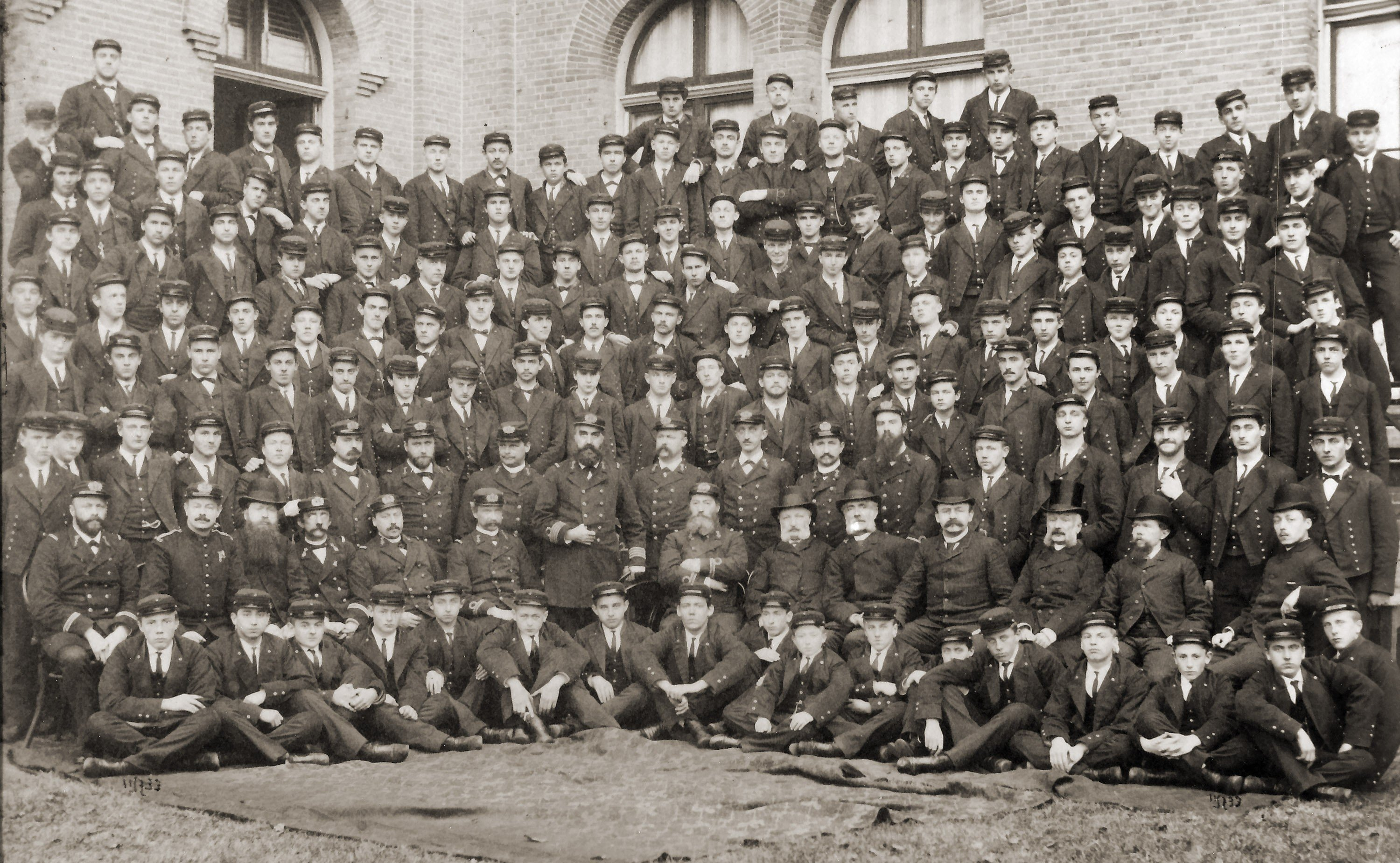
Korps adelborsten en mariniers, KIM, Den Helder (1889)
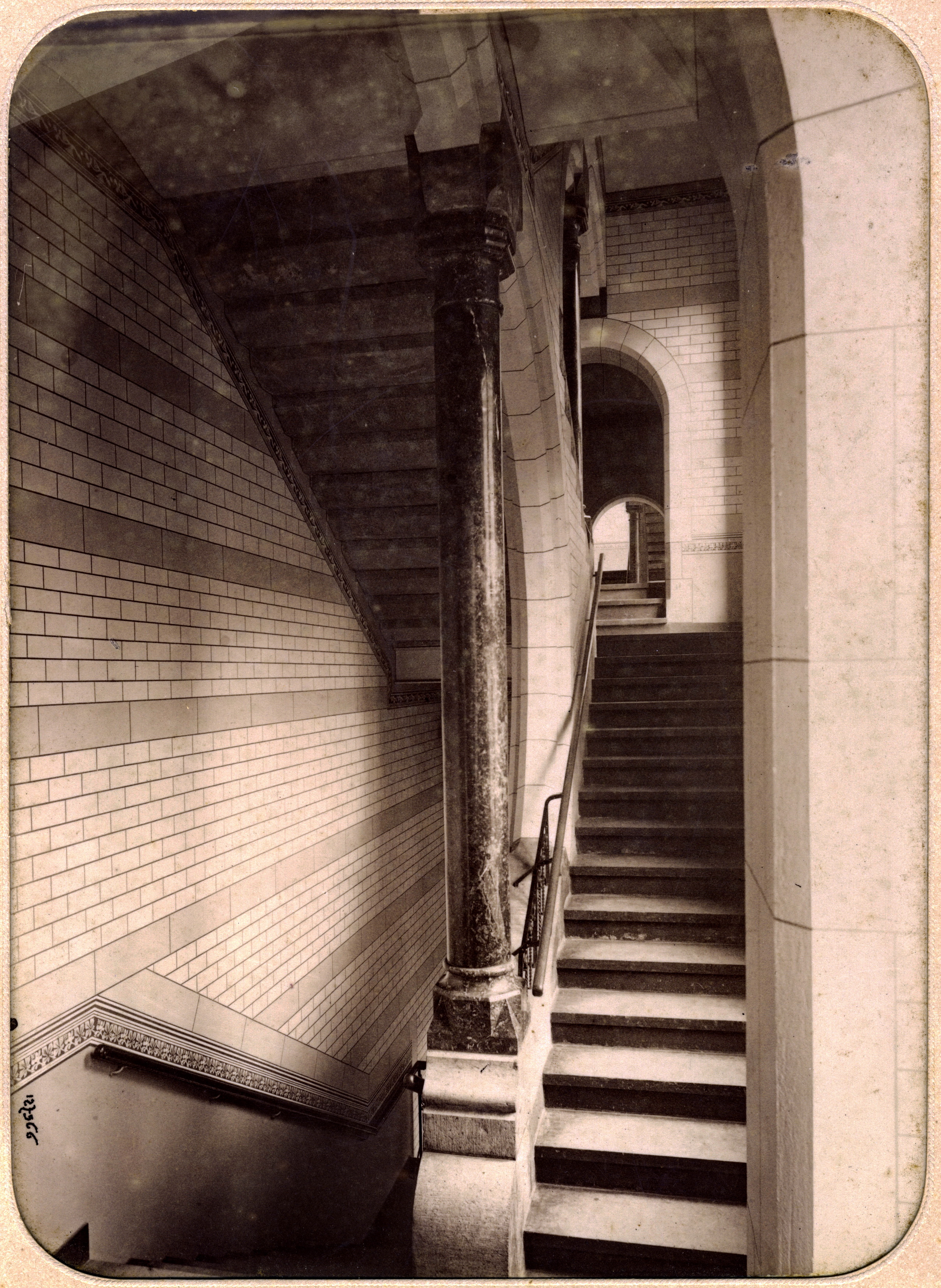
Trappenhuis pensionaat "Jerusalem", Venray (1891/92)
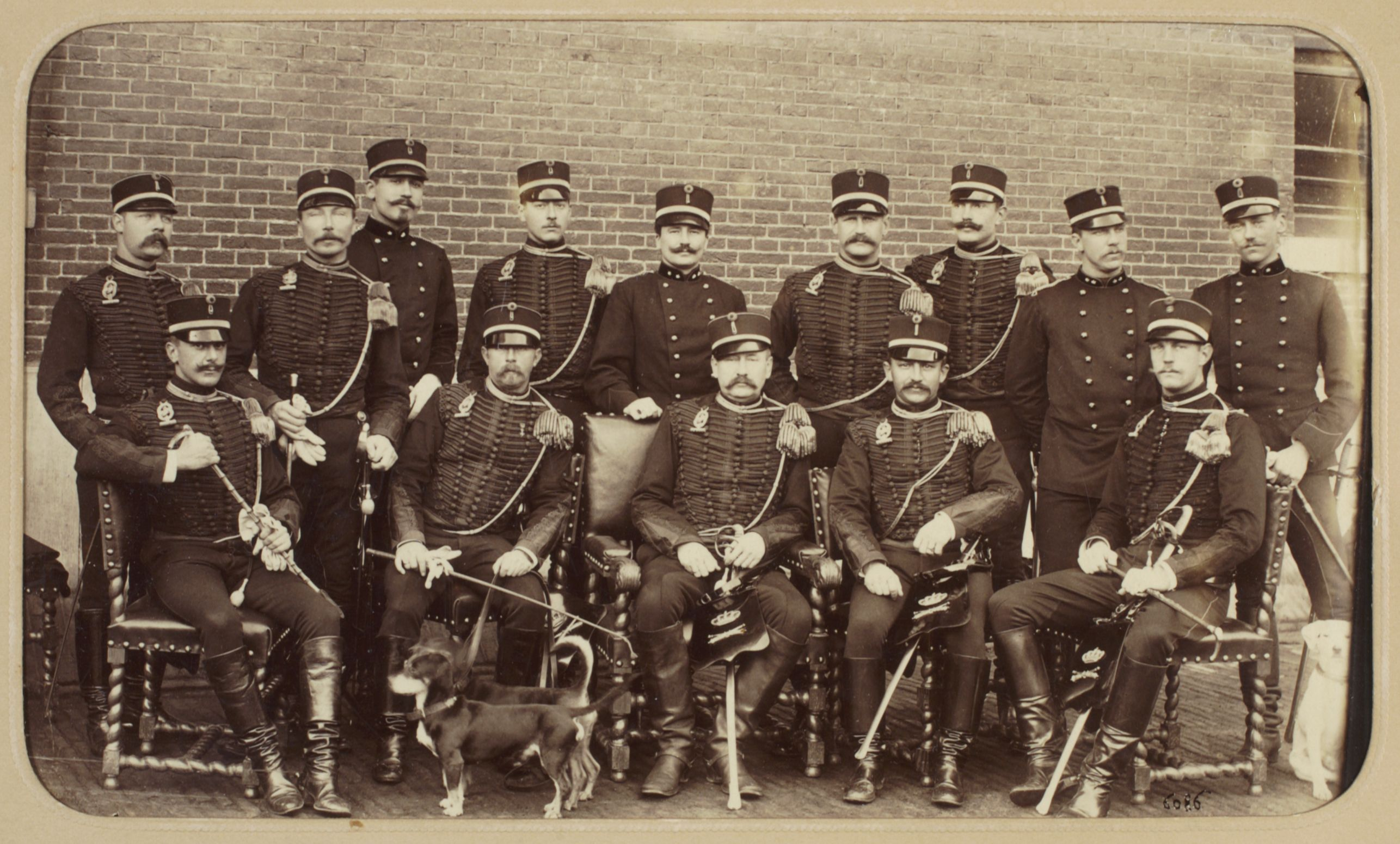
Een groep officieren van het Korps Rijdende Artillerie, Arnhem (1894)
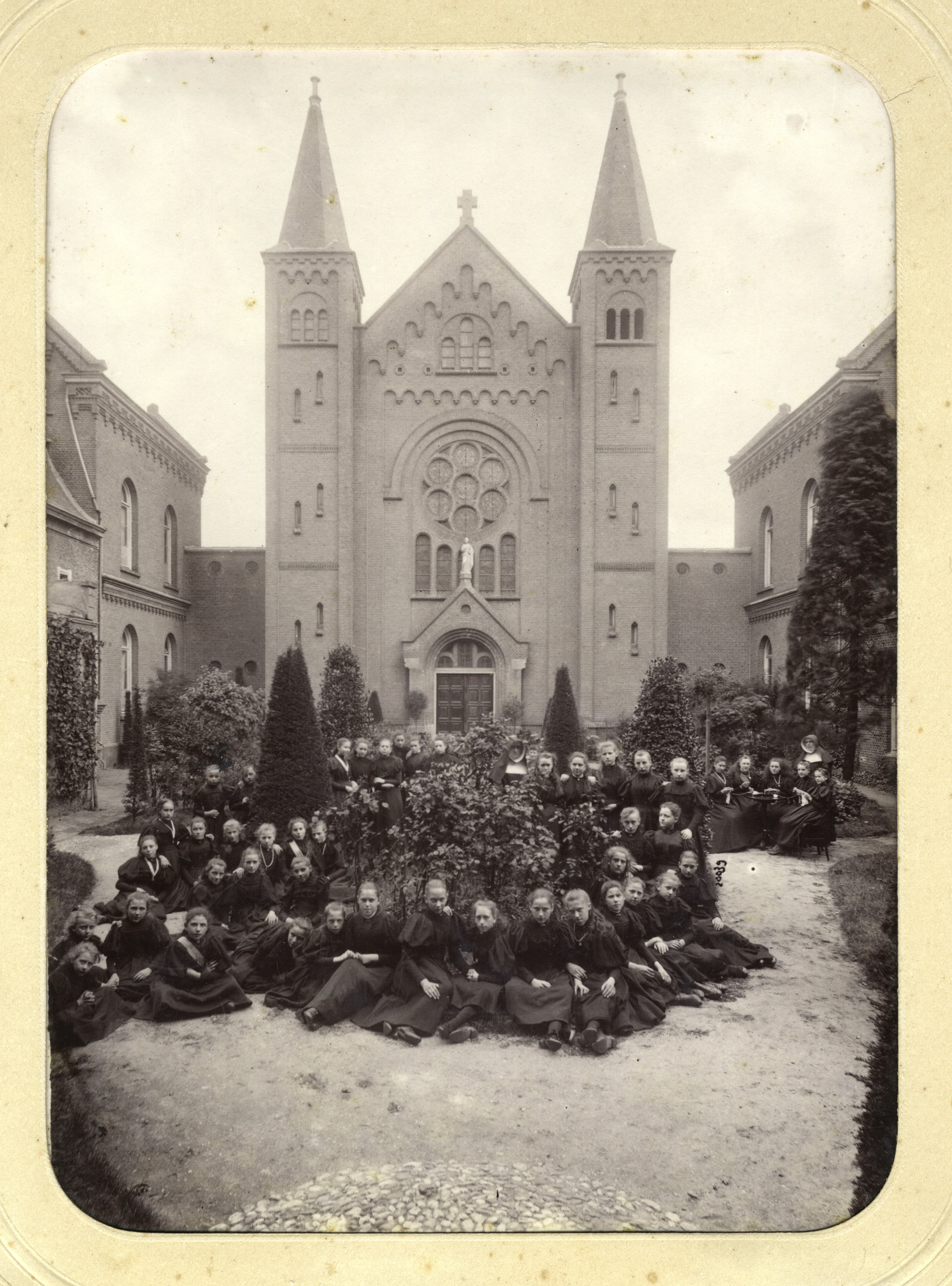
Pensionaires te Uden bij de dorpskerk (1896/97)

### Elders
In 1878 kreeg David de eervolle opdracht om in het Vaticaan te fotograferen. Het resultaat was een in leer gebonden album Le Vatican 1878 met foto's in dubbele passe-partouts van de nieuwe paus Leo XIII (1878-1903), zijn medewerkers, de Zwitserse Garde en diverse locaties in het Vaticaan. Verder is in Italië alleen een schoolfoto uit Turijn van hem bekend.
De oudst bekende foto's van David in Spanje dateren eveneens uit 1878, toen hij fotografeerde in Madrid en Barcelona. Net als elders kwamen er na enkele jaren vaak vervolgopdrachten, zoals van de spoorwegmaatschappij Ferrocarriles Andaluces in Málaga, waar hij in 1895, 1903, 1907 en 1908 fotografeerde. Hij fotografeerde ook in Galicië, waar meer dan 90 foto's zijn gecatalogiseerd die tijdens minstens zeven reizen zijn gemaakt tussen 1881 en 1905. In ruim dertig jaar zou hij het land vele malen bezoeken en fotografeerde hij in tientallen steden, waaronder Las Palmas de Gran Canaria op de Canarische Eilanden (1890). Uit de verste uithoeken van Europa kreeg hij opdrachten, tot in Moskou en Athene toe. In Noorwegen poseerden onder anderen brandweerlieden voor zijn camera en in Zweden spoorwegambtenaren en botenbouwers op een scheepswerf. Zijn verste reis was, voor zover bekend, naar Brazilië, waar hij in 1906 enkele weken fotografeerde in Rio de Janeiro (Colégio Militar), Petrópolis (Colégio Notre-Dame de Sion) en São Paulo-Santos (São Paulo Railway).

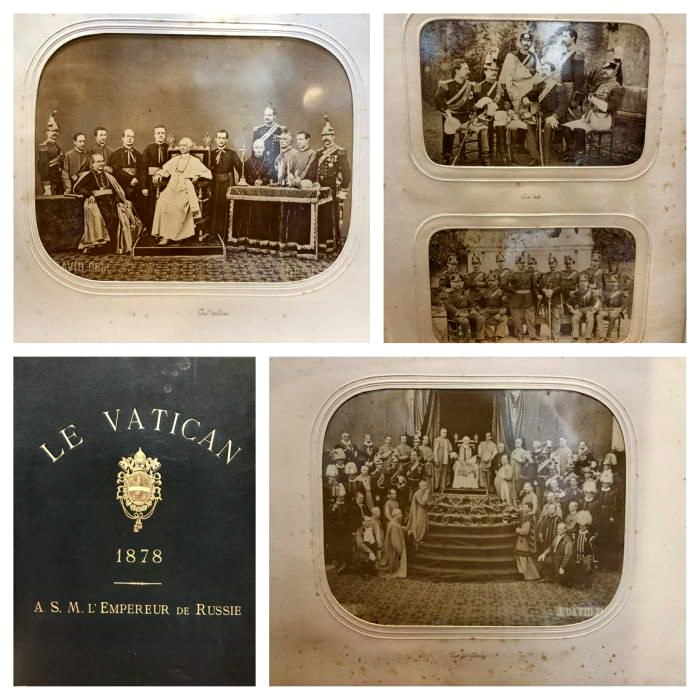
Omslag en foto's uit het album Le Vatican (1878)
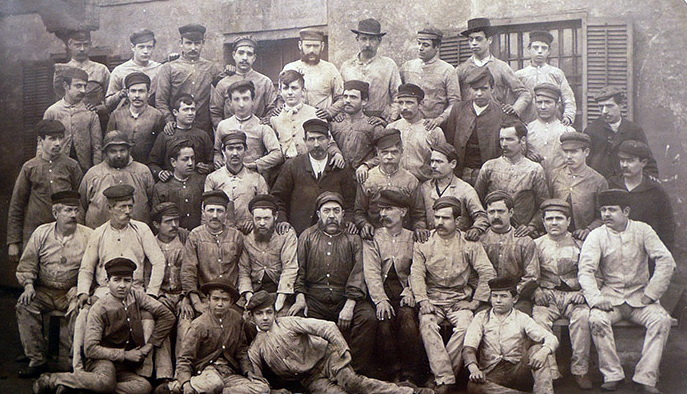
Staalarbeiders van de Ferrería de Heredia in Malaga (1887)
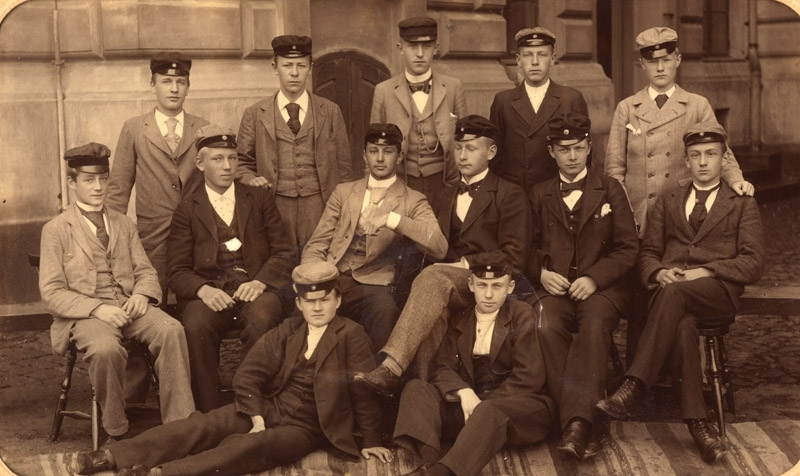
Studenten in Trelleborg, Zweden (ca. 1900-1910)
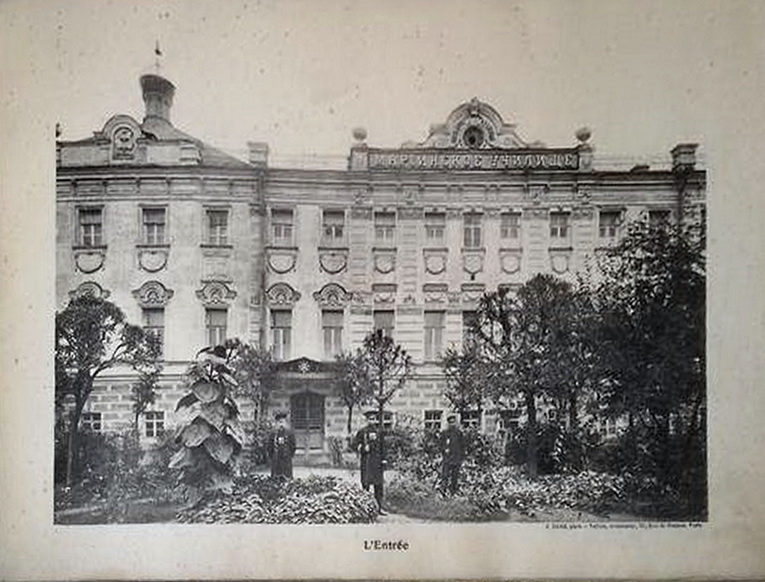
Meisjesschool Institut Impérial Marie, Moskou (1911-1912)
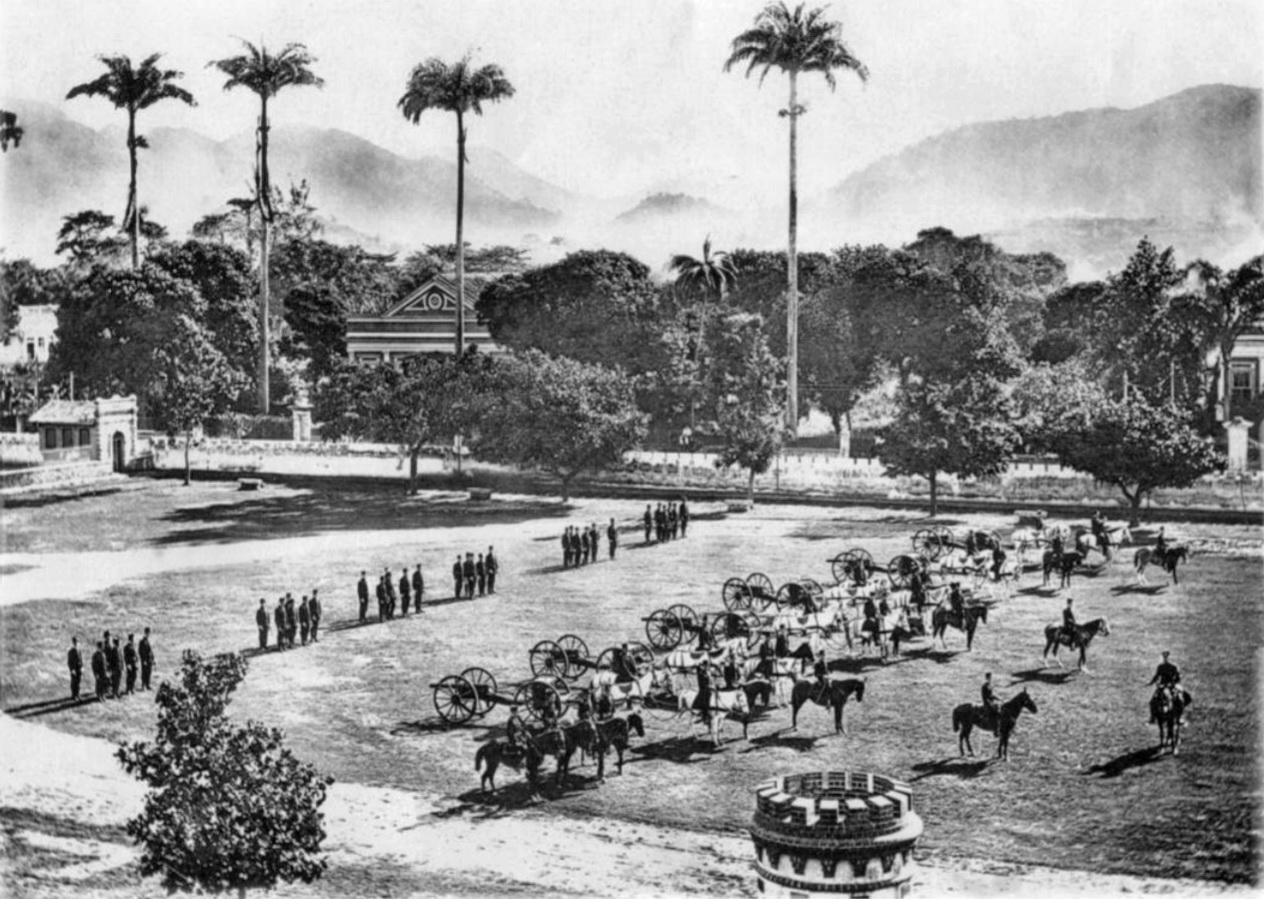
Artillerieoefening, Colégio Militar, Rio de Janeiro (1906)

### Tot slot
Jules David heeft in zijn meer dan vijftigjarige loopbaan een enorme productie gehad. Afgaande op de negatiefnummers kan worden uitgegaan van honderdduizenden foto's. Zijn werkterrein omvatte Frankrijk en met ingang van 1874 ook vrijwel alle andere (Europese) landen. Uitzondering op de regel was zijn bezoek aan Brazilië. Hij rondde zijn projecten af in de vorm van fraai vormgegeven albums in rood leer en/of linnen omslag gebonden, met gouden opdruk en goud op snee. Hij ging echter met zijn tijd mee. Toen eind negentiende eeuw het verzamelen van ansichtkaarten een internationale rage werd, schroomde hij niet zijn eigen negatievencollectie hierin te gelde te maken. En toen het omstreeks 1900 mogelijk werd foto's via fotoclichés mee te nemen in een en dezelfde drukgang, maakte hij daarvan gebruik om sommige van zijn projecten te publiceren als brochure. Ongetwijfeld kregen de opnamen daardoor een veel grotere bekendheid dan bij het eerdere fotoalbum. 
Davids foto's van scholen en opleidingsinstituten waren oorspronkelijk mogelijk niet bedoeld om afgenomen te worden door docenten of leerlingen. Het album was een pronkstuk van het instituut, een rechtvaardiging van zijn bestaan. Maar het is ook mogelijk dat het album tevens bedoeld was als voorbeeld-exemplaar, ter stimulering van de losse verkoop van foto's. Van oud-Rolducièns zijn afdrukken in hun eigen verzamelingen bekend. Davids brede aanpak - niet alleen groepsportretten, maar vooral ook een vastlegging van het instituut, de architectuur, het bezit - werd net als de fysieke vormgeving ervan als het ware een handelsmerk en zal ook voor andere opdrachtgevers een motivatie zijn geweest. Voor zover bekend was Davids invulling van een opdracht uniek voor het eind van de negentiende eeuw.
- Bibliothèque nationale de France: cb149763407 (data)
- Gemeinsame Normdatei: 1229463119
- International Standard Name Identifier: 0000 0000 0527 4028
- PIC: 387421
- RKD-Nederlands Instituut voor Kunstgeschiedenis: 418408
- Union List of Artist Names: 500014313
- Virtual International Authority File: 39651585
- WorldCat: E39PCjrPC3fPgGF8wY3J7YPjP3